# Écaillon (Nord)
Écaillon (Aussprache [ekaˈjɔ̃]) ist eine französische Gemeinde mit 1883 Einwohnern (Stand: 1. Januar 2022) im Département Nord in der Region Hauts-de-France. Sie gehört zum Arrondissement Douai und ist Mitglied im Gemeindeverband Communauté d’agglomération Cœur d’Ostrevent. Die Einwohner werden Ecaillonnais und Ecaillonnaises genannt.

## Geographie
Écaillon liegt in der Mitte des Nordfranzösischen Kohlereviers, etwa zehn Kilometer ostsüdöstlich von Douai in der Landschaft Ostrevent. Umgeben wird Écaillon von den Nachbargemeinden Pecquencourt im Norden, Bruille-lez-Marchiennes im Osten, Auberchicourt im Südosten sowie Masny im Westen.

## Bevölkerungsentwicklung
| Jahr      | 1962 | 1968 | 1975 | 1982 | 1990 | 1999 | 2006 | 2012 | 2020 |
| Einwohner | 1717 | 1644 | 1544 | 1825 | 2007 | 2004 | 2043 | 1974 | 1936 |

## Sehenswürdigkeiten
- Kirche Notre-Dame de la Visitation
- mehrere Marienkapellen und -oratorien
- Schloss Écaillon
- Grube Vuillemin der Bergbaugesellschaft Aniche

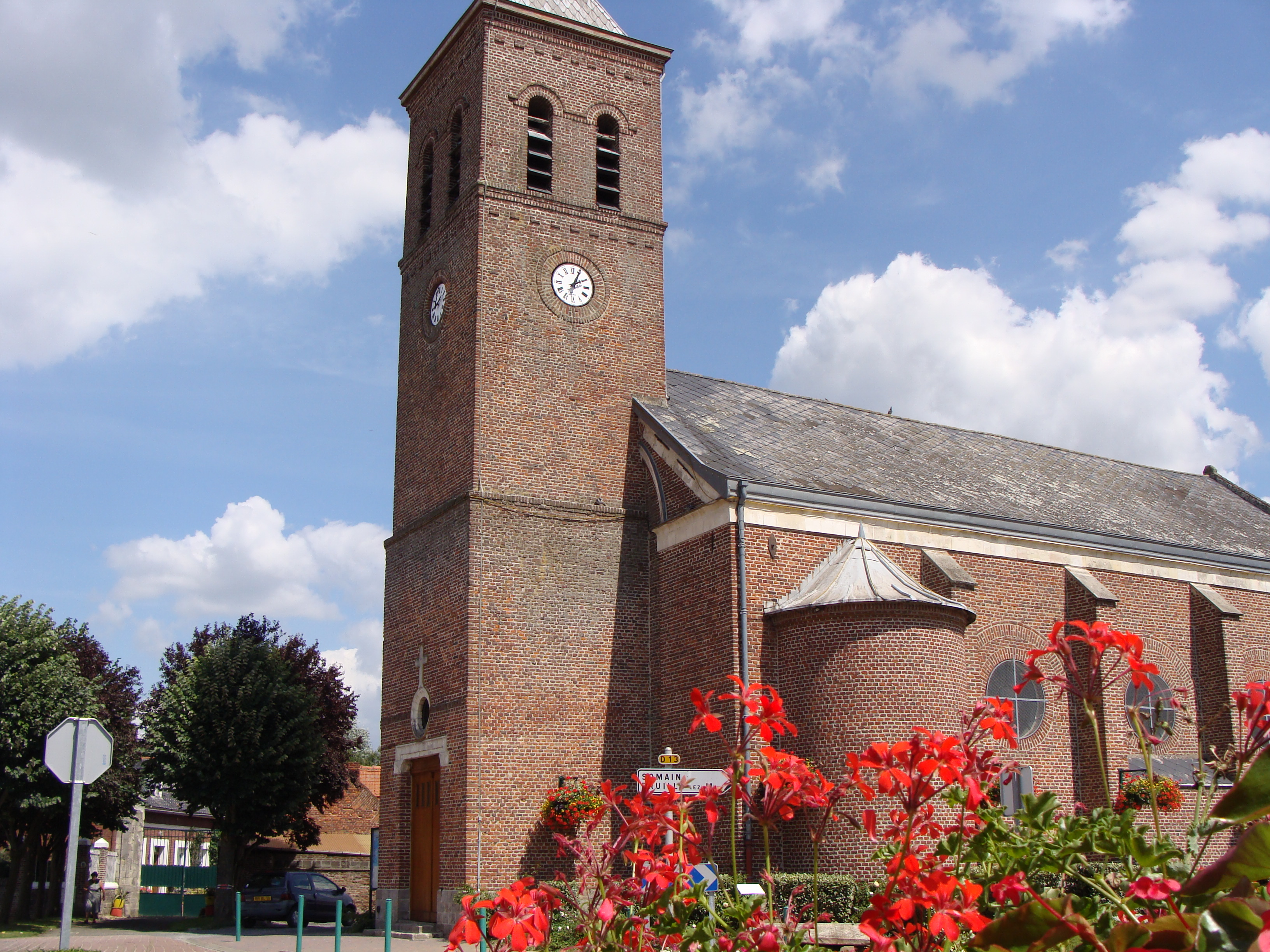
Kirche Notre-Dame de la Visitation
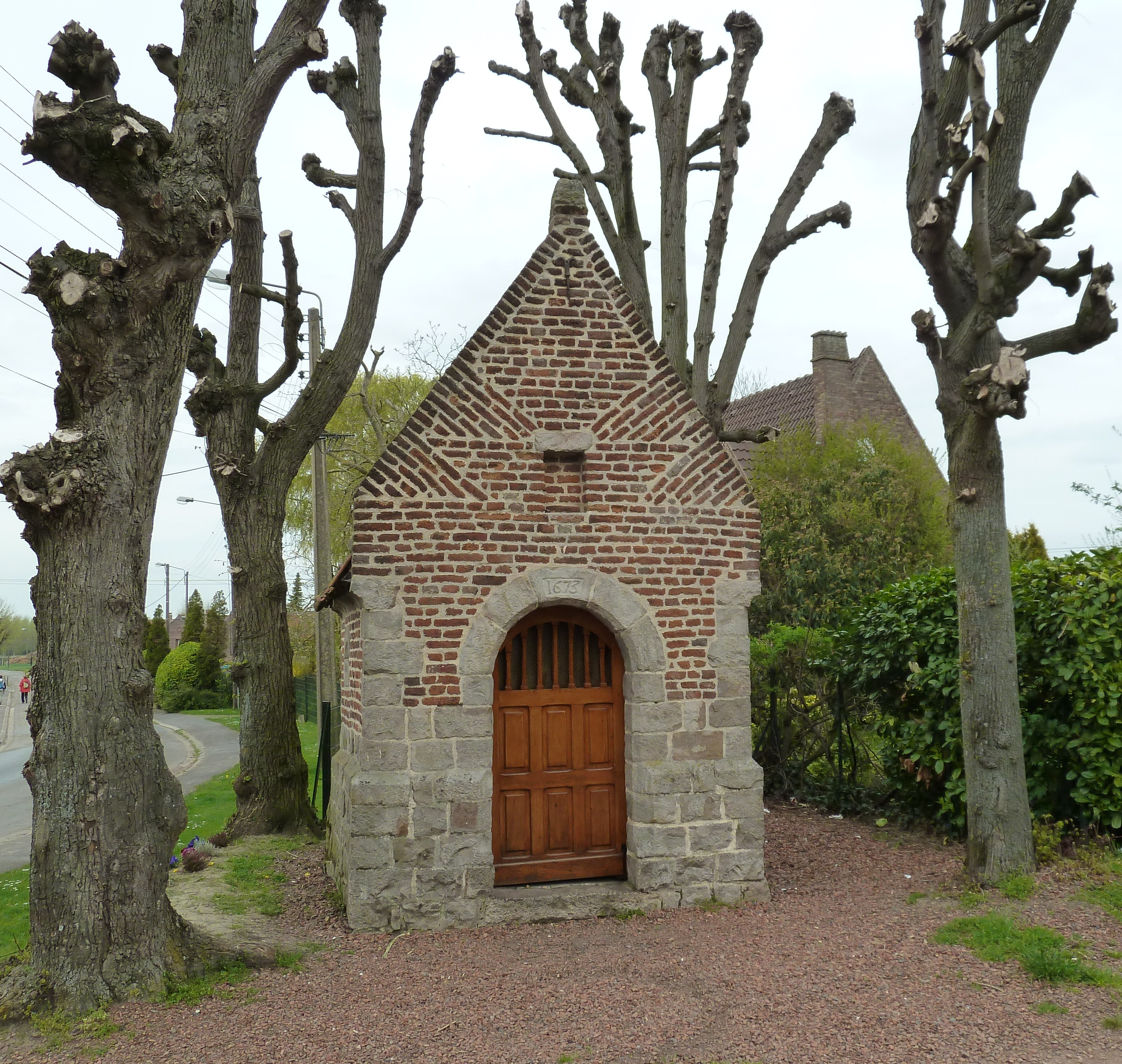
Kapelle Notre-Dame-de-Bonsecours
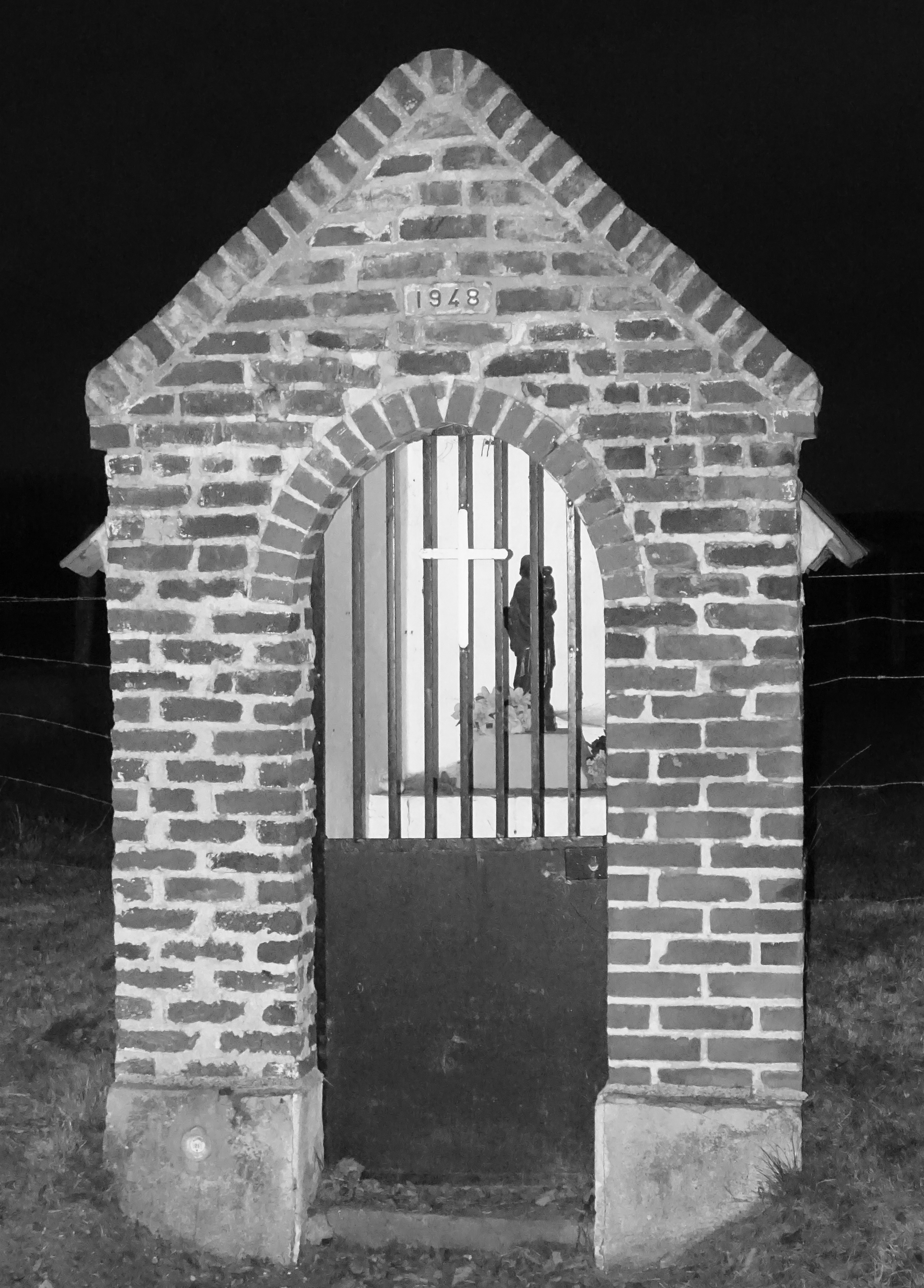
Kapelle Notre-Dame-de-la-Visitation
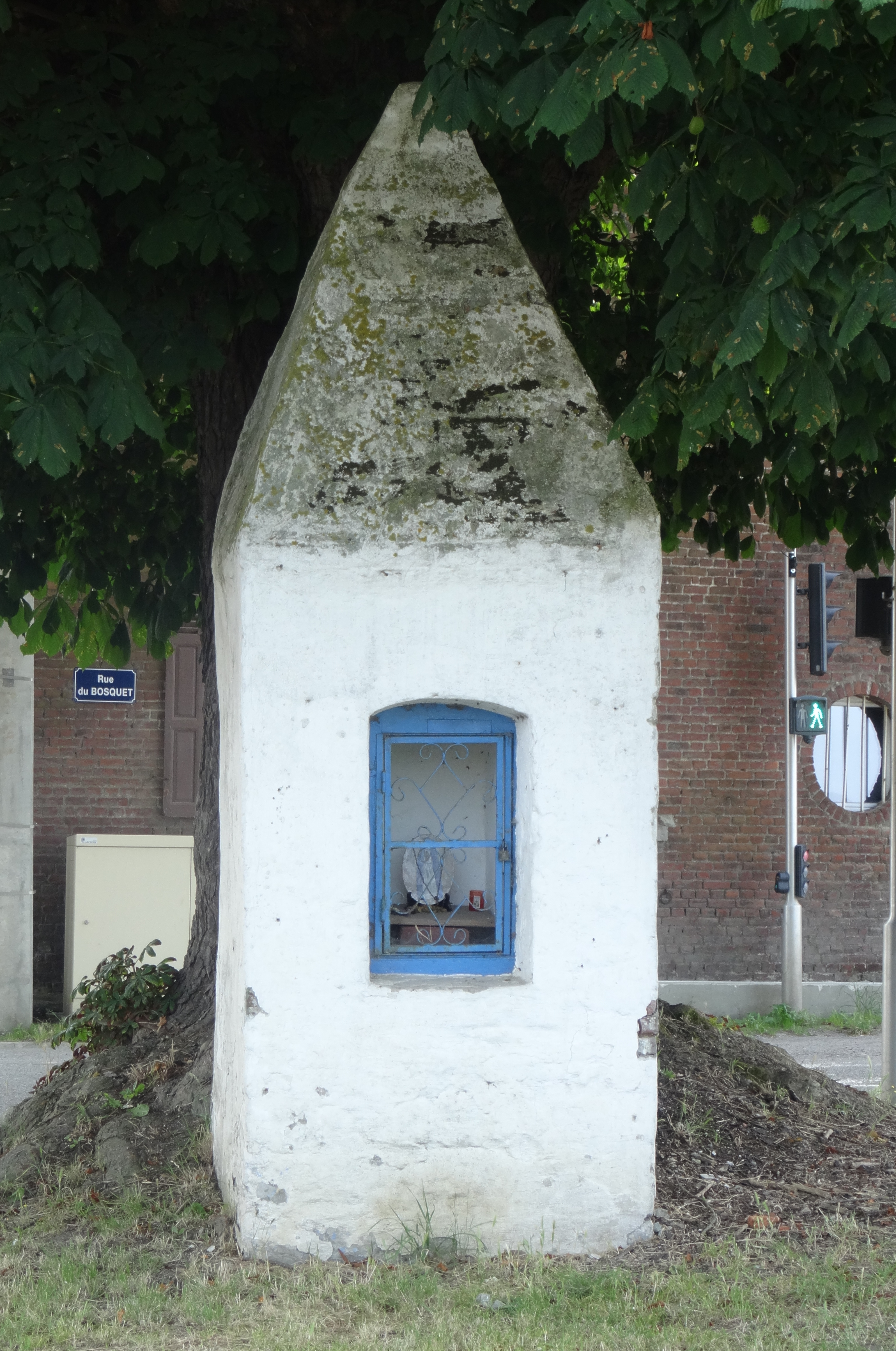
Oratorium Notre-Damr-des-Orages
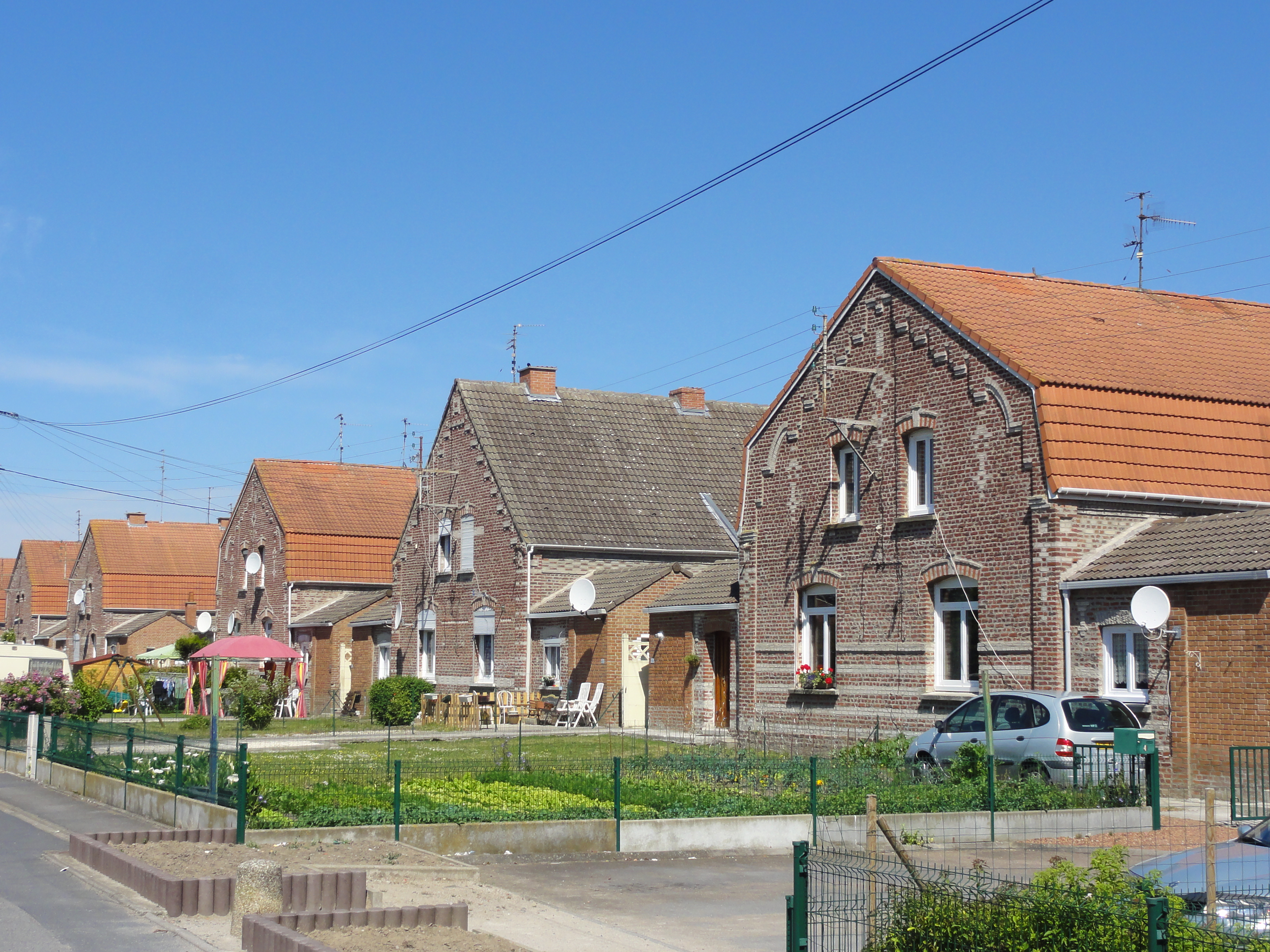
Bergarbeitersiedlung der „Cités de la fosse Vuillemin des mines d'Aniche“